# Bruno Böhlen

Bruno Böhlen (1988)

Bruno Böhlen (* 21. Oktober 1930 in Bützberg; † 5. Juni 2011; heimatberechtigt in Riggisberg) war ein Schweizer Chemieingenieur und Hochschullehrer.

## Leben
Bruno Böhlen war Sohn des Porzellandrehers Johann Theodor und der Frieda, geborene Ammann. Er besuchte die Kantonsschule in Burgdorf und absolvierte anschliessend ein Chemiestudium an der ETH Zürich. 1957 wurde er promoviert und war anschliessend von 1957 bis 1971 als wissenschaftlicher Mitarbeiter und Oberassistent am technisch-chemischen Laboratorium der ETH Zürich tätig. Im Jahre 1965 folgte die Habilitation.

## Laufbahn
Ab 1971 war Böhlen Vizedirektor, ab 1975 stellvertretender Direktor und schliesslich von 1985 bis 1992 Direktor des Bundesamts für Umweltschutz (1989 in Bundesamt für Umwelt, Wald und Landschaft umbenannt, 2006 mit grossen Teilen des Bundesamts für Wasser und Geologie zum Bundesamt für Umwelt zusammengelegt). 1988 wurde er zum Professor an der ETH Zürich ernannt. Unter Böhlen erlangte das Bundesamt für Umweltschutz grosse Bedeutung. Dabei entstanden erste Berichte zu den zunehmenden Waldschäden in der Schweiz, und aufgrund dessen wurden erstmals restriktive Umweltschutz-Massnahmen verlangt. Dazu gehörte unter anderem die Forderung zur Erreichung der Ziele der Luftreinhalteverordnung. Die Schwerpunkte der Umweltpolitik lagen im Bodenschutz, in der umweltgerechten Entsorgung von Sonderabfällen, im Energiesparen und in der Information.
Im Jahre 1992 trat Böhlen vorzeitig zurück. 1993 erklärten er und die ebenfalls als Amtsdirektoren vorzeitig zurücktretenden Urs Hochstrasser (Bundesamt für Bildung und Wissenschaft, heute im Staatssekretariat für Bildung, Forschung und Innovation) und Beat Roos (Bundesamt für Gesundheit), dass die schwierige Zusammenarbeit mit dem ihnen vorgesetzten Bundesrat Flavio Cotti der Auslöser dafür war.